# 犬と屑
『犬と屑』（いぬとくず）は、朝賀庵による日本の漫画作品。『週刊ヤングマガジン』（講談社）にて、2021年30号から2022年25号まで連載された。単行本は全5巻。
2023年6月から7月までテレビドラマが放送された。

## 書誌情報
- 朝賀庵 『犬と屑』 講談社〈ヤンマガKCスペシャル〉、全5巻
  1. 2021年10月6日発売[4][講 1]、ISBN 978-4-06-524989-5
  2. 2022年1月6日発売[講 3]、ISBN 978-4-06-526480-5
  3. 2022年4月6日発売[講 4]、ISBN 978-4-06-527634-1
  4. 2022年7月6日発売[講 5]、ISBN 978-4-06-528409-4
  5. 2022年8月5日発売[講 2]、ISBN 978-4-06-528809-2

## テレビドラマ
2023年6月9日（8日深夜）から7月28日（27日深夜）まで、毎日放送の深夜ドラマ枠「ドラマ特区」にて放送されたテレビドラマ。主演は倉悠貴。

### キャスト

#### 主要人物
桜庭陽真（さくらば はるま）
演 - 倉悠貴（幼少期：高木波瑠）
会社員。自尊心が低い。
犬飼麗香（いぬかい れいか）
演 - 三原羽衣
陽真の高校時代の同級生で、彼にとっての憧れの存在。旧姓は鷲見（すみ）。
犬飼秀司（いぬかい しゅうじ）
演 - 中村嶺亜（7 MEN 侍 / ジャニーズJr.）（幼少期：髙井駿音）
陽真の幼馴染。家が隣で、小学校から高校まで一緒。頭脳明晰かつ運動神経も抜群で、眉目秀麗。
麗香と結婚したものの、ある日失踪してしまう。

#### 周辺人物
鴨下善子（かもした よしこ）
演 - 石川瑠華
陽真の職場の新しい後輩。
白兎未夢（しらと みゆ）
演 - 長月翠
麗香と秀司の高校時代の後輩。
糸魚川海（いといがわ かい）
演 - 植村颯太
未夢の幼馴染。麗香と秀司の後輩でもある。
宮内健太（みやうち けんた）
演 - 田野倉雄太
陽真の先輩
蛯原匠（えびはら たくみ）
演 - 猪塚健太（第6話 - ）
画家。

### スタッフ
- 原作 - 朝賀庵『犬と屑』（講談社「ヤンマガKC」刊）
- 脚本 - 阿相クミコ、岡庭ななみ[3]
- 監督 - 上田迅、日高貴士、片山雄一[3]
- 音楽 - 有田尚史[3]
- オープニング主題歌 - ユトレヒト「泣き虫シュレディンガー」（Utrecht LAB.）[6]
- エンディング主題歌 - 二ノ宮はぐ「Liar Life」（avex trax）[6]
- アクション - 大道寺俊典
- 技術協力 - ビデオフォーカス、ビーグル
- 制作プロダクション - ファインエンターテイメント[3]
- 製作 - 「犬と屑」製作委員会・毎日放送[3]

### 放送日程
| 話数   | 放送日   | 放送日       | 脚本       | 監督     |
| 話数   | 毎日放送 | テレビ神奈川 | 脚本       | 監督     |
| ------ | -------- | ------------ | ---------- | -------- |
| 第1話  | 6月09日  | 6月08日      | 阿相クミコ | 上田迅   |
| 第2話  | 6月16日  | 6月15日      | 阿相クミコ | 上田迅   |
| 第3話  | 6月23日  | 6月22日      | 阿相クミコ | 日高貴士 |
| 第4話  | 6月30日  | 6月29日      | 岡庭ななみ | 日高貴士 |
| 第5話  | 7月07日  | 7月06日      | 岡庭ななみ | 片山雄一 |
| 第6話  | 7月14日  | 7月13日      | 阿相クミコ | 上田迅   |
| 第7話  | 7月21日  | 7月20日      | 阿相クミコ | 上田迅   |
| 最終話 | 7月28日  | 7月27日      | 阿相クミコ | 上田迅   |

### ネット局
| 放送期間               | 放送時間                     | 放送局       | 対象地域   | 備考              |
| ---------------------- | ---------------------------- | ------------ | ---------- | ----------------- |
| 2023年6月8日 - 7月27日 | 木曜 23:30 - 翌 0:00         | テレビ神奈川 | 神奈川県   | 1時間29分先行放送 |
| 2023年6月9日 - 7月28日 | 金曜 0:59 - 1:29（木曜深夜） | 毎日放送     | 近畿広域圏 | 製作局            |
|                        | 金曜 23:00 - 23:30           | 千葉テレビ   | 千葉県     |                   |
| 2023年6月15日 - 8月3日 | 木曜 22:30 - 23:00           | とちぎテレビ | 栃木県     |                   |
|                        | 木曜 23:30 - 翌 0:00         | テレビ埼玉   | 埼玉県     |                   |
|                        |                              | 群馬テレビ   | 群馬県     |                   |

### ネット配信
| 配信開始月 | 配信サイト    | 配信料金     | 備考       |
| ---------- | ------------- | ------------ | ---------- |
| 2023年6月  | TVer          | 広告付き無料 | 見逃し配信 |
| 2023年6月  | MBS動画イズム | 広告付き無料 | 見逃し配信 |
| 2023年6月  | Hulu          | 定額制有料   |            |
| 2023年6月  | U-NEXT        | 定額制有料   |            |

| 毎日放送 ドラマ特区 | 毎日放送 ドラマ特区 | 毎日放送 ドラマ特区 |
| 前番組              | 番組名              | 次番組              |
| ------------------- | ------------------- | ------------------- |
| 墜落JKと廃人教師    | 犬と屑              | 結婚予定日          |

### 講談社コミックプラス
以下の出典は講談社コミックプラス（講談社）内のページ。書誌情報の発売日の出典としている。
1. 1 2  “『犬と屑（1）』（朝賀 庵）”. 講談社コミックプラス.  講談社. 2023年5月26日閲覧。
2. 1 2  “『犬と屑（5）』（朝賀 庵）”. 講談社コミックプラス.   講談社. 2023年5月26日閲覧。
3. ↑  “『犬と屑（2）』（朝賀 庵）”. 講談社コミックプラス.   講談社. 2023年5月26日閲覧。
4. ↑  “『犬と屑（3）』（朝賀 庵）”. 講談社コミックプラス.   講談社. 2023年5月26日閲覧。
5. ↑  “『犬と屑（4）』（朝賀 庵）”. 講談社コミックプラス.   講談社. 2023年5月26日閲覧。